# Bibloplectus tenebrosus
Bibloplectus tenebrosus är en skalbaggsart som först beskrevs av Edmund Reitter 1880.  Bibloplectus tenebrosus ingår i släktet Bibloplectus, och familjen kortvingar. Arten är reproducerande i Sverige.